# Talitroidea
Talitroidea (лат.) — надсемейство ракообразных из отряда бокоплавов.

## Описание
Мандибулярные пальпы вестигиальные или отсутствуют. Оостегиты с закрученными волосками. Тельсон целый или выемчатый.  Вспомогательный жгутик антенны 1 отсутствует. Базальный эндит максиллы 2 без апикального ряда волосков.

## Классификация
Включает 11 семейств и более 100 родов. Близко к надсемействам Caspicoloidea, Hyaloidea и Kurioidea, вместе с которыми входит в состав инфраотряда Talitrida.
- инфраотряд Talitrida Rafinesque, 1815
  - парвотряд Talitridira Rafinesque, 1815
    - надсемейство Talitroidea Rafinesque, 1815 (Bulycheva, 1957)
      - эписемейство Protorchestoidae Myers & Lowry, 2020
        - семейство Arcitalitridae Myers & Lowry, 2020
        - семейство Protorchestiidae Myers & Lowry, 2020
        - семейство Uhlorchestiidae Myers & Lowry, 2020

      - эписемейство Talitroidae Myers & Lowry, 2020
        - семейство Brevitalitridae Myers & Lowry, 2020
        - семейство Curiotalitridae Myers & Lowry, 2020
        - семейство Makawidae Myers & Lowry, 2020
        - семейство Talitridae Rafinesque, 1815 (около 100 родов)

Ранее в широком составе включались семейства, перенесённые в 2019 году в Hyaloidea:
- Ceinidae  J.L. Barnard, 1972
- Chiltoniidae  J.L. Barnard, 1972
- Dogielinotidae  Gurjanova, 1953
- Eophliantidae  Sheard, 1936
- Hyalellidae  Bulycheva, 1957
- Hyalidae  Bulycheva, 1957
- Najnidae  J.L. Barnard, 1972
- Phliantidae  Stebbing, 1899 = Phliantoidea Stebbing, 1899
- Plioplateidae  J.L. Barnard, 1978 = Pleioplateidae  Barnard, 1978
- Temnophliantidae  Griffiths, 1975  = Temnophliidae  Griffiths, 1975